# Natsumi Hirajima
Natsumi Hirajima (平嶋夏海, Hirajima Natsumi, née le 28 mai 1992 à Tōkyō, Japon) est une chanteuse et idole japonaise, membre des groupes de J-pop AKB48 (Team B) et Watarirōka Hashiritai. Elle débute en 2005 avec la Team A, puis forme en parallèle le groupe Watarirōka Hashiritai en 2009, renommé Watarirōka Hashiritai 7 en 2011. Elle doit démissionner de ces groupes début 2012 à la suite de la révélation dans les médias d'une liaison sentimentale, interdite par principe par respect pour les fans.